# Закхей Єрусалимський
Закхей або Захей, Захарія (І ст. — 134) — четвертий єпископ Єрусалима згідно з хронотаксисом Євсевія Кесарійського між 111 і 134 роками. Католицька церква шанує його як святого.
Адо В'єннський першим вставив Марка в свій мартиролог; потім він пройшов через мартиролог Усуардо і, нарешті, Бароніо ввів його в свою творчість. 
Таким чином, ім'я згадується в Римському мартирологі 23 серпня: 
CВшанування св. Закхея, єпископа, який керував Єрусалимською Церквою четвертим після святого Якова, брата Господнього.